# Aussonce
Aussonce ist eine französische Gemeinde mit 232 Einwohnern (Stand: 1. Januar 2022) im Département Ardennes in der Region Grand Est (bis 2015 Champagne-Ardenne). Sie gehört zum Arrondissement Rethel, zum Kanton Château-Porcien sowie zum Gemeindeverband Pays Rethélois. Die Einwohner werden Alsontains genannt.

## Geographie
Die Gemeinde Aussonce liegt in der Trockenen Champagne, etwa 25 Kilometer nordöstlich von Reims. Umgeben wird Aussonce von den Nachbargemeinden Ménil-Lépinois im Norden, Juniville im Nordosten, La Neuville-en-Tourne-à-Fuy im Osten, Bétheniville im Südosten, Pontfaverger-Moronvilliers im Süden, Heutrégiville im Südwesten sowie Warmeriville im Westen.

## Bevölkerungsentwicklung
| Jahr                       | 1962 | 1968 | 1975 | 1982 | 1990 | 1999 | 2006 | 2011 | 2019 |
| Einwohner                  | 209  | 195  | 145  | 136  | 138  | 157  | 156  | 197  | 218  |
| Quellen: Cassini und INSEE |      |      |      |      |      |      |      |      |      |

## Sehenswürdigkeiten

Kirche Saint-Sindulphe

- Kirche Saint-Sindulphe
- Kommanderie von Merlan
- deutscher Militärfriedhof